# Дан када је Земља стала (филм)
Дан када је Земља стала (енгл. The Day the Earth Stood Still) је амерички научнофантастични филм из 1951. године у режији Роберта Вајза, а по сценарију Едмунда Х. Норта. Главне улоге играју: Мајкл Рени, Патриша Нил, Хју Марлоу, Сем Џафи, Били Греј, Френсис Бавје и Лок Мартин.
Снимљен је римејк 2008. године Дан када је Земља стала где су у главним улогама Киану Ривс и Џенифер Конели.

## Радња
Радња филма смештена је у Америку 1950-их на врхунцу Хладног рата. Владини званичници обавештавају грађане о виђењу НЛО-а који се креће ка површини Земље брзином од 4.000 миља на сат. На једном од тргова у центру Вашингтона у 15:47 слеће свемирска летелица ванземаљаца, а зачуђени становници се разилазе у ужасу. После два сата напетог чекања, из брода излази висок, мршав човек у светлом свемирском оделу са затвореним округлим шлемом (Мајкл Рени). Када извуче непознати предмет, један од војника губи живце и пуца из пиштоља. Ванземаљац је рањен у раме, справа је покварена. Огроман хуманоидни робот (Лок Мартин) излази из свемирског брода и уз помоћ зрачног оружја из својих очију уништава војну опрему и оружје војника који окружују место слетања, међутим, без наношења штете људима. Рањени ванземаљац наређује роботу да прекине ватру и објашњава војсци која му је пришла да је предмет који их је уплашио симболичан поклон њиховом председнику - уређај за демонстрацију живота у свемиру.
Гост Земље се зове Клаату, споља се не разликује од земљана и говори енглески, а робот је Горт. У болници, Клаату се састаје са представником председника Сједињених Држава, господином Харлијем, и обавештава га о њиховој мисији: прелетели су 250.000.000 људских миља за пет земаљских месеци како би издали упозорење свим народима на Земљи, чији званични представници треба да се окупе на једном месту. Харли каже да је у условима Хладног рата то немогуће спровести, али Клаату инсистира, пошто га није брига за међународне односе и свађе међу људима. Док се Клаату опоравља у болници, новинари и војска посматрају непомични Горт, направљен од непробојног материјала, и брод.
Господин Харли доноси новине у Клаату са реакцијом влада највећих држава на његов предлог: сви су поставили категоричне и међусобно искључиве захтеве за место састанка – неки у Москви, неки у Вашингтону. Сада опорављени ванземаљац захтева да му дају слободу да изврши своју мисију, али уместо тога Харли наређује да ванземаљац буде изолован. Као резултат тога, Клаату бежи из одељења и покушава да проучава земаљску цивилизацију „изнутра” – под маском обичног човека, господина Карпентера, обученог у свечано одело и са кофером у рукама, настани се као станар у пансиону госпође Крокет поред обичне америчке породице - удовице Хелен Бенсон (Патриша Нил) и њеног сина Бобија (Били Греј). Госпођа Крокет примећује новоенглески нагласак придошлице. Док се влада труди да га ухвати тако што на телевизији приказује фотографију ванземаљца прекривеног лица, Клаату постепено схвата стварну тежину свог задатка, слушајући непријатне разговоре станара пансиона за столом. Хеленин љубавник Том Стивенс (Хју Марлоу) посећује Хелен, а Клаату се добровољно јавља да брине о њеном сину у њиховом одсуству. Клаату и Боби посећују Национално гробље Арлингтон, где је сахрањен дечаков отац, који је погинуо у рату. Клаату каже да тамо где је живео никада није било рата. Боби је изненађен када види дијаманте плаћене у Клаатуовој домовини и мења два од њих за два долара. На питање о најважнијој личности у САД, Боби говори о професору Џејкобу Бернхарду. Затим посећују свемирски брод, Клаату прича о томе, али посматрачи који га чују само се смеју. Клаату каже новинару да треба да се плаше људи који узрокују ситуацију, а не ванземаљаца. Боби води Клаатуа до Бернхарда, али он није код куће. Ванземаљац улази у просторију и исправља недостатке у професоровим прорачунима. Сазнавши од супруге научника да га неће бити до увече, Клаату пише своју адресу, након чега саветује да се не брише исправљена формула.
Пансион посећује федерални агент Брејди. Том Стивенс тражи Хеленину руку, али она одлучује да размисли. Капетан доводи Клаату код професора Бернхарда (Сем Џафи), који се открива и убеђује научника у своје способности решавањем проблема са три тела. Клаату обавештава научника да је савез свемирских цивилизација забринут због претње од земљана који су створили нуклеарно оружје и активно траже да оду у свемир. Он јасно ставља до знања Бернхарду да синдикат сматра Земљу смртоносном и да ће предузети најстроже мере ако буде потребно, све до прскања планете. Међутим, главна рачуница се води на здрав разум земљана, који и сами морају да разумеју погубност трке у наоружању. Научник пристаје да помогне Клаату у његовој мисији тако што ће договорити састанак са научницима и културним личностима, али га позива да спроведе „демонстрацију” ради веће убедљивости – искључи струју где год то не доводи до несрећа и не штети људима. Клаату пристаје да одржи „демонстрацију” прекосутра у подне.
Следећег дана, Клаату долази на брод и командује Горту Морзеовом азбуком батеријском лампом, робот „оживљава”, креће ка двојици војника и омамљује их. Клаату даје гласовне команде панелу. Ово посматра шокирани Боби, који је кришом пратио Клаатуа. Видевши како ванземаљац улази у звездани брод, трчи кући и обавештава старешине да је господин Карпентер у ствари ванземаљац, али му они не верују. Након што је открио дијамант у соби станара, Стивенс сумњичи Карпентера за крађу. Хелен примећује мокре ципеле свог сина, који, идући горе, одговара да је трава у парку била мокра. Следећег дана, Клаату посећује Хелен на послу и замоли је да се нађе са њом. У исто време, Том проверава дијамант у залагаоници. Обојица улазе у лифт, у 12:00 одједном се гасе светла. Цео свет се смрзава без струје, људи су узнемирени. Амерички војни савет расправља о тренутној ситуацији, председник уводи ванредно стање. Драгуљар обавештава Стивенса да се тако чист дијамант не копа на Земљи. Пола сата без светла, Клаату све прича Хелен, она јавља да је и Том чуо Бобијеве речи. Премештени Горт је смештен у контејнер од супер-јаке пластике, савет одлучује да ванземаљац не мора бити узет жив. Град је затворен, најављен је лов на ванземаљца. Том наређује својој секретарици Маргарет да контактира Пентагон. Хелен тражи од свог љубавника, који жели да постане познат, да не пријави ванземаљца, он је не слуша и зове генерала Катлера. Хелен узвраћа отказујући веридбу. Генерал наређује да Бејкер планира да настави. Стивенс га пријављује властима. Хелен успева да упозори Клаатуа, иду таксијем до брода. Војна опрема се довлачи у пансион. На путу, аутомобили почињу да прате хероје. Клаату тражи да Хелен, ако му се нешто догоди, оде до Горта и каже му шифру „Клаату барада никто” како не би почео да убија људе.
Горт излази из контејнера и прска два војника. Уплашена, Хелен каже шифру роботу који јој прилази. Горт је пажљиво одводи до брода и креће да пронађе Клаатуово тело. Робот прави рупу у комори и носи леш на брод. Убрзо, Клаату, кога је робот успео да васкрсне из мртвих на неодређено време уз помоћ машине за продужење живота, напушта брод представницима науке и религије окупљеним око њега и држи говор обраћајући се преко њих свима човечанства. Он извештава да његова родна цивилизација живи у миру и хармонији због чињенице да их контролишу неуништиви и неизмерно моћни полицијски роботи, од којих је један Горт - сви су програмирани да униште све што се може сматрати оружјем на најмањи знак агресије. Захваљујући томе, цивилизација Клаатуа је научила да живи у свету међусобног разумевања и поштовања без оружја и војске. Затим каже да ванземаљска унија делује искључиво као посматрач и да само земљани могу да реше проблеме са којима се суочава њихова цивилизација, али ако њихови унутрашњи сукоби превазиђу планету, онда ће роботи уништити Земљу. Након што је завршио свој говор немој слушаоцима, Клаату се враћа на брод са Гортом и одлеће.